# Joseph Mugenyi Sabiiti
Joseph Mugenyi Sabiiti (ur. 9 maja 1948 w Nyansozi) – ugandyjski duchowny rzymskokatolicki, w latach 1999–2023 biskup pomocniczy Fort Portal.